# Leonor de Guevara y Téllez de Castilla

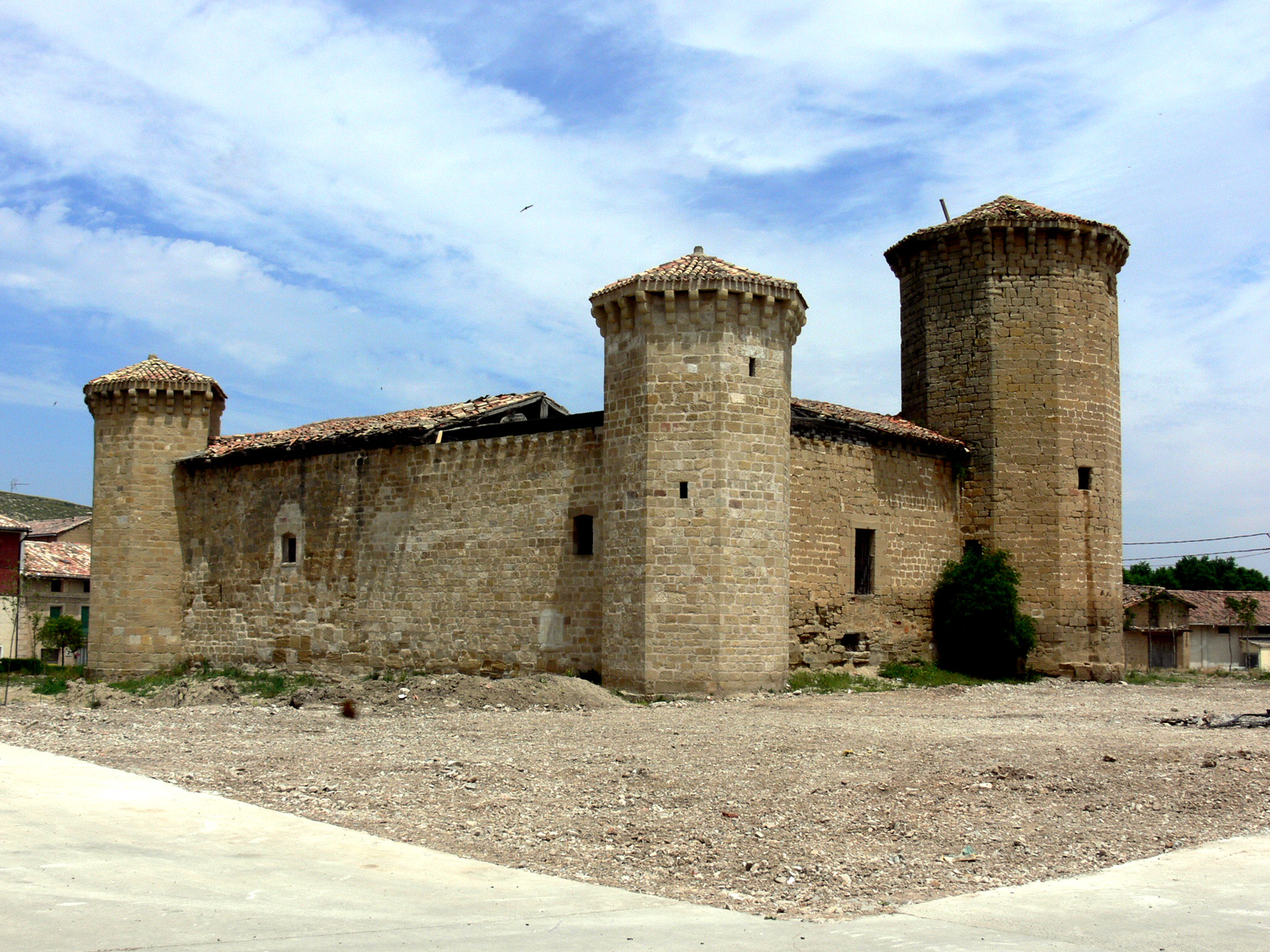
Castillo de Leiva ubicado en el municipio de Leiva, en la comunidad autónoma de La Rioja (España).

Leonor de Guevara y Téllez de Castilla

 Bisnieta por línea materna del rey de Castilla y León Alfonso XI el Justiciero. Señora del Castillo de Leiva por el matrimonio que efectuó con Sancho Martínez de Leyva, señor de las Villas de Leiva, Baños de Rioja, Yzcaray y Santurde, señores del Castillo de Leiva.

## Orígenes familiares
Hija legítima de Pedro Vélez de Guevara, señor de Oñate y de Isabel Téllez de Castilla. Por la línea sucesora de su abuelo materno el Infante Tello de Castilla, hijo este del Rey de Castilla y León  Alfonso XI el Justiciero es descendiente directa de la casa de Borgoña y por esta línea familiar de los monarcas de los reinos de Asturias, Castilla, León, Aragón, Navarra, Portugal, la dinastía de los Capetos de Francia, la dinastía Hohenstaufen de Alemania, la casa de Plantagenet de Inglaterra, el Reino de Escocia, la casa de Normandía y la casa de Uppsala.
Sus hermanos fueron cinco: Blanca, Beltrán, Juan Ladrón, Isabel, y Pedro Vélez de Guevara y Téllez de Castilla, Señor de Oñate.

## Descendencia
De su matrimonio con Sancho Martínez de Leyva, nacieron ocho hijos, entre los cuales se encuentran: Luis, Juan, Sancho, Ladrón, Señor de ésta Casa Solar, Inés, Gutiérrez, María y Elvira Sánchez de Leyva que contrajo matrimonio con Gómez González de Butrón y Múgica, VII señor de la casa de Butrón de quienes descienden en línea de parentesco directa los señores de la casa de Emparan y Orbe, de las nobles villas de Azpeitia y Ermua.

## Algunos descendientes del ReyAlfonso XI el Justiciero
|                              | Descendientes Legítimos                     | Período                      |
| Rey Alfonso XI el Justiciero | Rey Alfonso XI el Justiciero                | Rey Alfonso XI el Justiciero |
| ---------------------------- | ------------------------------------------- | ---------------------------- |
| I                            | Infante Tello de Castilla y Nuñez de Guzmán | 1337-1370                    |
| II                           | Isabel Téllez de Castilla                   | ?-1401                       |
| III                          | Leonor de Guevara y Téllez de Castilla      | 1381-?                       |